# 電源線

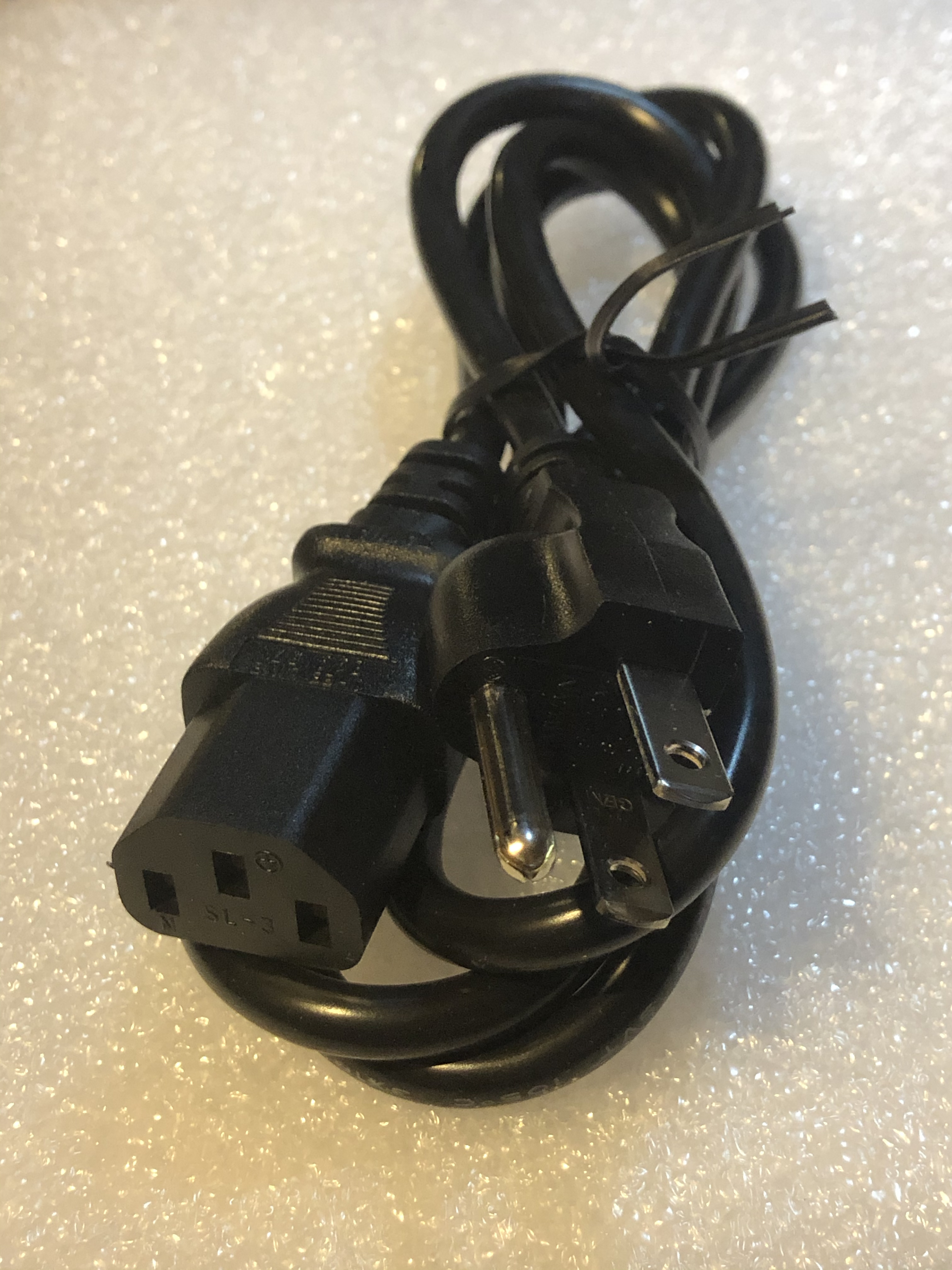
帶有IEC 60320 C13 電器連接器和NEMA 5-15壁式插頭的北美電源線。

電源線（英語：Power cord），泛指一條電線或電纜，連接電器與電源插座。可能是一端是固定在電器上，或是可拆卸的。基於使用上的安全性，在電源線上，常標示出電壓與電流的額定規格。新式的電源線，常具有接地線的設計。  通常指使用電源插頭連接到當地線路電壓（通常為 100 至 240 伏，取決於位置）的單相交流電源的電纜。
電線組件包含兩端模製在電線上的連接器（請參閱電器耦合器）。電線組件可從電源和電器設備上拆卸，由一條柔性電線組成，兩端分別帶有一個公連接器和一個母連接器。電線組件的一端連接到模製電源插頭；另一端通常連接到模製電源插座，以防止帶電插腳或插針裸露在外導致觸電。母連接器連接到設備或電器，而公插頭連接到電源插座或電源插座。

## 特徵
電源線可以是固定的，也可以是從電器上拆下來的。如果是可拆卸導線，電源線連接電器的一端會有一個母連接器，用於將其連接到電器，以避免帶電插針突出造成的危險。電源線還可以具有扭鎖功能或其他配件，以防止一端或兩端意外斷開。電源線組可能包含用於過電流保護的保險絲、指示電壓的指示燈或漏電流檢測器等配件。用於敏感儀器或音訊/視訊設備的電源線也可能包含屏蔽層，用於覆蓋電源導體，以最大限度地減少電磁幹擾。
電源線或電器耦合器可能帶有固定夾，這是一種防止其被意外拉扯或鬆動的機械裝置。安全要求更高的典型應用領域包括醫療技術、舞台和照明技術以及計算設備。對於建築機械、音響和照明設備、緊急醫療除顫器和電動工具等專用設備，如果在缺乏便利電源的地方使用，則可以使用延長線將電流傳輸到距離插座數百英尺遠的地方。
在北美，美國電氣製造商協會負責制定電插頭、插座和電纜的標準。
國際電源線和插頭轉接器用於與不同國家的電器連接，這些國家的電器設計使用範圍與國際標準不符。除了一根一端相容於一個國家的插座或設備，另一端相容於另一個國家的插座或設備的電源線外，通常還需要一個電壓轉換器，以保護旅行者的電子設備（例如筆記型電腦）免受美國與歐洲或非洲等地之間電壓差異的影響。
北美燈線採用兩條單層絕緣導線，專為低電流應用而設計。其中一根導線的絕緣體沿著整根導線呈肋狀（與導線平行），而另一根導線的絕緣體則為光滑的。光滑的那根為火線，帶肋的那根為中性線。

## 相關
- 交流電
- 家用電源列表
- 家用交流電源插頭與插座
- 電源供應器
- 延長線 -
- IEC連接器 - IEC connector

## 外部連結
- "Power cord" - 搜索 Google 圖書
- "電源線" - 搜索 Google 圖書